# Her-Day
Her-Day é o quinto álbum de estúdio de Masami Okui. Foi lançado em 27 de agosto de 1999 pela King Records e possui 16 faixas.

## Produção
Pela primeira vez, Tsutomu Ohira praticamente não se envolve com um álbum de Okui, fazendo o arranjo de uma única música. Já a cantora escreveu todas as letras e manteve a parceria com Toshiro Yabuki, sendo quase todas as músicas compostas pelo dupla, exceto "HOT SPICE" e "Love Sick", feita por Okui e Hideki Sato.

## Recepção
O álbum ficou quatro semanas no Oricon Albums Chart, chegando à 18ª posição.
Ao analisar o álbum, O CD Journal o elogiou, dizendo que "provavelmente muitas pessoas vão se animar com as poderosas músicas sobre lidar com a realidade". Entretanto, criticou os "estereótipos nas músicas sobre coração partido."

## Faixas
| N.º            | Título                                                                            | Letras         | Música                  | Arranjo             | Duração |  |
| 1.             | "M2000 ~PROLOGUE~"                                                                | M. Okui        | M. Okui e T. Yabuki     | T. Yabuki           | 0:50    |  |
| 2.             | "labyrinth [star ver.]" (de Cyber Team in Akihabara 2011 Summer Variations)       | M. Okui        | T. Yabuki               | T. Yabuki           | 4:24    |  |
| 3.             | "KETSUMATSU"                                                                      | M. Okui        | T. Yabuki e H. Sato     | T. Yabuki e H. Sato | 4:16    |  |
| 4.             | "Naritai" (de Slayers Excellent)                                                  | M. Okui        | T. Yabuki e Hideki Sato | T. Yabuki e H. Sato | 3:47    |  |
| 5.             | "Rururu" (de Starship Girl Yamamoto Yohko)                                        | M. Okui        | M. Okui                 | T. Yabuki           | 4:14    |  |
| 6.             | "Key" (de Cyber Team in Akihabara)                                                | M. Okui        | T. Yabuki               | T. Yabuki           | 3:48    |  |
| 7.             | "Makafushigi na Nanafushigi"                                                      | M. Okui        | M. Okui e T. Yabuki     | T. Yabuki           | 4:31    |  |
| 8.             | "Tenohira no Kakera"                                                              | M. Okui        | T. Yabuki               | T. Yabuki           | 4:31    |  |
| 9.             | "Last Scene [M.original mix]" (de Cyber Team in Akihabara 2011 Summer Variations) | M. Okui        | T. Yabuki               | T. Yabuki           | 5:15    |  |
| 10.            | "Tenshi no Kyuusoku [type R mix]" (de Starship Girl Yamamoto Yohko)               | M. Okui        | T. Yabuki               | T. Yabuki           | 3:52    |  |
| 11.            | "Love Sick"                                                                       | M. Okui        | M. Okui                 | H. Sato             | 5:29    |  |
| 12.            | "HOT SPICE [M.original mix]" (de Cyber Team in Akihabara 2011 Summer Variations)  | M. Okui        | M. Okui                 | H. Sato             | 4:44    |  |
| 13.            | "Toki ni Ai wa [H-D mix]" (de Shojo Kakumei Utena Adolescence Mokushiroku)        | M. Okui        | T. Yabuki               | T. Yabuki           | 4:14    |  |
| 14.            | "IN THIS ARM" (de Slayers)                                                        | M. Okui        | M. Okui                 | T. Yabuki           | 4:32    |  |
| 15.            | "Never die" (de Slayers Excellent)                                                | M. Okui        | T. Yabuki               | T. Yabuki           | 4:16    |  |
| 16.            | "Maria"                                                                           | M. Okui        | M. Okui                 | T. Ohira            | 5:53    |  |
| Duração total: | Duração total:                                                                    | Duração total: | Duração total:          | Duração total:      | 68:36   |  |